# Alex Randolph
Alex Randolph (4 maggio 1922 – Venezia, 27 aprile 2004) è stato un autore di giochi statunitense, inventore di oltre un centinaio di giochi da tavolo tra cui Twixt, Fantasmi, Sagaland, Inkognito, Il gioco dei gatti (Hol's der Geier).
Grazie alla popolarità dei suoi giochi riuscì ad imporre la citazione del suo nome sulla confezione, aprendo la strada anche agli altri autori di giochi.

## Vita
Figlio di madre americana e padre russo, nacque in un paese nei pressi di Brno in Cecoslovacchia, dove si trovavano i genitori dopo non essere riusciti a entrare in Russia. Ha passato i primi anni della vita a Venezia e all'età di dieci anni fu inviato in un collegio svizzero a Champéry. 
Parlava fluentemente tedesco e italiano imparati da una babysitter austriaca e mentre era al collegio studiò anche francese e spagnolo, studiò letteratura tedesca e filosofia. 
La famiglia tornò nel Colorado nel 1938. Durante la seconda guerra mondiale lavorò come addetto alla decrittazione di codici e messaggi. Per un certo periodo il suo gruppo fu in contatto radio con i partigiani jugoslavi di Tito, con cui giocò a scacchi via radio.
Dopo la guerra lavorò nell'industria pubblicitaria, ma aveva la passione di sviluppare giochi nel tempo libero, anche se non credeva che potessero essere venduti. Nel 1959 un agente di vendita notò appeso nell'ufficio di Randolph Pan-kai, un gioco in cui si devono disporre dei pentamini su una griglia 10x10, e si propose con successo per piazzarlo.. Pankai  non ebbe un gran successo di vendita, ma comunque Randolph aveva scoperto che i suoi giochi potevano essere venduti.
All'inizio degli anni sessanta fu assunto alla 3M come autore di giochi. La 3M aveva deciso di produrre una linea di giochi di strategia per adulti e produceva oltre a giochi da tavolo tradizionali (come gli scacchi o il backgammon), anche una linea di giochi da tavolo originali, chiamata bookshelf serie ("serie da libreria") perché erano confezionati e di dimensioni in modo da poter essere, come libri, verticalmente in una libreria. Twixt insieme ad Acquire di Sid Sackson influenzò fortemente lo sviluppo dei giochi in stile tedesco.
Con i soldi ottenuti da Twixt si finanziò un viaggio di studio in Giappone dove rimase sei anni e imparò a giocare a Shōgi. Rimase in Giappone sei anni prima di trasferirsi a metà degli anni settanta a Venezia, dove rimase fino alla morte.
Nel 1992 per il 70º compleanno ha ricevuto il premio speciale dalla giuria del Deutscher Spiele Preis.
Nel 1995 fondò con Tom Kremer, Phil E. Orbanes e Mike Meyers l'editore di giochi Winning Moves. Nello stesso anno fondò in Italia con Leo Colovini e Dario De Toffoli la Venice Connection.
Scompare il 27 aprile 2004 a Venezia.

## Riconoscimenti
- Spiel des Jahres
  - 1979: Twixt selezionato per la lista ristretta[12]
  - 1981: Sagaland: lista ristretta[13]
  - 1982: Sagaland (con Michel Matschoss): vincitore dello Spiel des Jahres[14]
  - 1982: Fantasmi (Die guten und die bösen Geister): lista ristretta[14]
  - 1984: Blitz (Claim): lista ristretta[15]
  - 1985: Jago: lista ristretta[16]
  - 1986: Top Secret: lista ristretta[17]
  - 1986: Code 777 (con Robert Abbott): lista ristretta[17]
  - 1988: Il gioco dei gatti (Hol’s der Geier): lista ristretta[18]
  - 1988: Inkognito (con Leo Colovini): Premio speciale Schönes Spiel ("Gioco più bello")[18]
  - 1989: Gute Freunde: Kinderspiel des Jahres[19]
  - 1990: Die heiße Schlacht am kalten Buffet: lista ristretta[20]
  - 1992: Die verbotene Stadt (con Johann Rüttinger): lista ristretta[21]
  - 1994: Die Osterinsel (con Leo Colovini): lista ristretta[22]
  - 1996: Sisimizi: lista ristretta[23]
  - 1996: Venice Connection: Premio speciale Schönes Spiel[23]
  - 1997: Leinen los!: Kinderspiel des Jahres[24]
  - 2001: Rüsselbande: nominato per il Kinderspiel des Jahres[25]
- Deutscher Spiele Preis
  - 1991: Vampiri in salsa rossa (Jagd der Vampire) (con Walter Obert e Dario De Toffoli): quarto classificato[9]
  - 1992: Premio speciale per la sua opera per il 70º compleanno[9]
- Altri
  - 2001: Onorato come Ehrenzunftmeister ("Reverente maestro") dalla Spiele-Autoren-Zunft (l'associazione degli autori di giochi tedesca)